# Joachim Mattern
Joachim Mattern (Beeskow 2 mei 1948) is een Oost-Duits kanovaarder. 
Mattern nam tweemaal deel aan de Olympische Zomerspelen en won in1976 in het Canadese Montreal de gouden medaille op de K-2 500 meter en de zilveren medaille op de K-2 1.000 meter.
Mattern won tijdens de wereldkampioenschappen vijf medailles, waaronder in 1977 de wereldtitel in de K-2 500 meter.

## Belangrijkste resultaten

### Olympische Zomerspelen
| Editie | Plaats   | Resultaten                             |
| ------ | -------- | -------------------------------------- |
| 1972   | München  | 6e K-1 1.000 m halve finale K-4 1.000m |
| 1976   | Montreal | K-2 500m K-2 1.000m                    |

### Wereldkampioenschappen vlakwater
| Jaar | Plaats     | Resultaten              |
| ---- | ---------- | ----------------------- |
| 1970 | Kopenhagen | K-4 1.000m · K-2 1.000m |
| 1973 | Tampere    | K-2 1.000m              |
| 1977 | Sofia      | K-2 500m · K-2 1.000m   |

1976: Joachim Mattern & Bernd Olbricht ·
1980: Vladimir Parfenovitsj & Sergej Tsjoechrai ·
1984: Ian Ferguson & Paul MacDonald ·
1988: Ian Ferguson & Paul MacDonald ·
1992: Kay Bluhm & Torsten Gutsche ·
1996: Kay Bluhm & Torsten Gutsche ·
2000: Zoltán Kammerer & Botond Storcz ·
2004: Ronald Rauhe & Tim Wieskötter ·
2008: Saúl Craviotto & Carlos Pérez ·
2024: Max Lemke & Jacob Schopf